# 野村陽子 (小惑星)
野村陽子（のむらようこ、6557 Yokonomura）は、火星と木星の間の軌道を公転している小惑星のひとつ。兵庫県神崎郡大河内町（現：神河町）の南小田で発見された。
発見者のひとり、野村敏郎の妻の名前に因んで命名された。